# El deleite de los cuerpos (festival)
El deleite de los cuerpos es un festival anual de cultura LGBT cuya primera edición tuvo lugar en la ciudad de Córdoba durante el año 2011 y la segunda en mayo de 2012 en Buenos Aires.
El evento tiene sus raíces en el Festival Nacional de Teatro LGBT "Carlos Jáuregui", que se celebró en la provincia de Tucumán en 2010. Este festival reunió a artistas y activistas de diversas provincias argentinas, incluyendo Buenos Aires, Córdoba, Jujuy y Tucumán. Este encuentro fue un espacio crucial de intercambio entre el teatro y la militancia, promoviendo la visibilidad y los derechos de la comunidad LGBTIQ+. A partir de ese contexto, surgió la idea de crear un espacio específico donde las corporalidades, el placer y la libertad fueran los ejes centrales, desencadenando la creación de lo que posteriormente sería Deleite de los Cuerpos. Sobre las motivaciones de su origen, Alberto Canseco, integrante del espacio declaró: 

para compartir nuestras narrativas y relatos, sabiendo que muchas veces se habla de nuestras vidas y existencias LGBTQ+ desde la burla, el menosprecio, el rechazo y la lástima. Era hora de que nosotres tomáramos la palabra e hiciéramos nuestras propias narrativas, y para eso usamos diferentes disciplinas: el teatro, la literatura, la música, el cine y la performance. Insistimos siempre en hacerlo desde un lugar placentero, sin descuidar que vivimos en un mundo que es patriarcal, heterosexual, capitalista, racista y capacitista y, por todo eso, violento. Pero ponemos el acento en el placer y su capacidad de construir lazos comunitarios
Beto Canseco, 2021.

Es un festival autogestionado por la comunidad LGBT cordobesa, en colaboración con artistas de otras provincias argentinas. El festival cuenta con una publicación propia, la revista El deleite de los cuerpos.
El evento cruza distintas expresiones artísticas, como el teatro, la performance, muestras fotográficas, la música, manifestaciones de la cultura drag queen  y presentaciones de libros. Se trata de un festival que busca cuestionar la representación de la sexualidad y el cuerpo desde el arte y el activismo político. Junto a artistas de la comunidad LGBT, el festival albergó también muestras e intervenciones de activistas contra la gordofobia.
Algunas de las temáticas que aborda el festival son: infancias libres, diversidad funcional, pospornografía, política anticarcelaria y reconocimiento del trabajo sexual. Entre los artistas que participaron del festival encontramos a Naty Menstrual, Susy Shock y Bartolina Xixa Drag.